# Lacalm
Lacalm (en occitano La Calm) era una comuna francesa situada en el departamento de Aveyron, de la región de Occitania, que el 1 de enero de 2016 pasó a ser una comuna delegada de la comuna nueva de Argences-en-Aubrac al fusionarse con las comunas de Alpuech, Graissac, La Terrisse, Sainte-Geneviève-sur-Argence y Vitrac-en-Viadène.

## Demografía
| Gráfica de evolución demográfica de Lacalm entre 1800 y 2013 |
|                                                              |

Los datos demográficos contemplados en este gráfico de la comuna de Lacalm se han cogido de 1800 a 1999 de la página francesa EHESS/Cassini, y los demás datos de la página del INSEE.